# Coptodon discolor
Coptodon discolor — вид окунеподібних риб родини цихлових (Cichlidae). Поширений у Західній Африці.

## Поширення
Вид поширений у Гані та Кот-д'Івуарі. Мешкає в озері Босумтві, басейнах річок Біа, Пра і Тано.

## Опис
Виростає до 22,5 см.